# 弘前城菊と紅葉まつり
弘前城菊と紅葉まつり（ひろさきじょうきくともみじまつり）は、青森県弘前市で開催される弘前四大まつり（弘前さくらまつり、ねぷた、弘前城雪燈籠まつり）のひとつである秋祭り。
弘前市により所有・管理されている弘前公園内の弘前城植物園で開催され菊や約1,000本の楓を中心に園内を彩る。

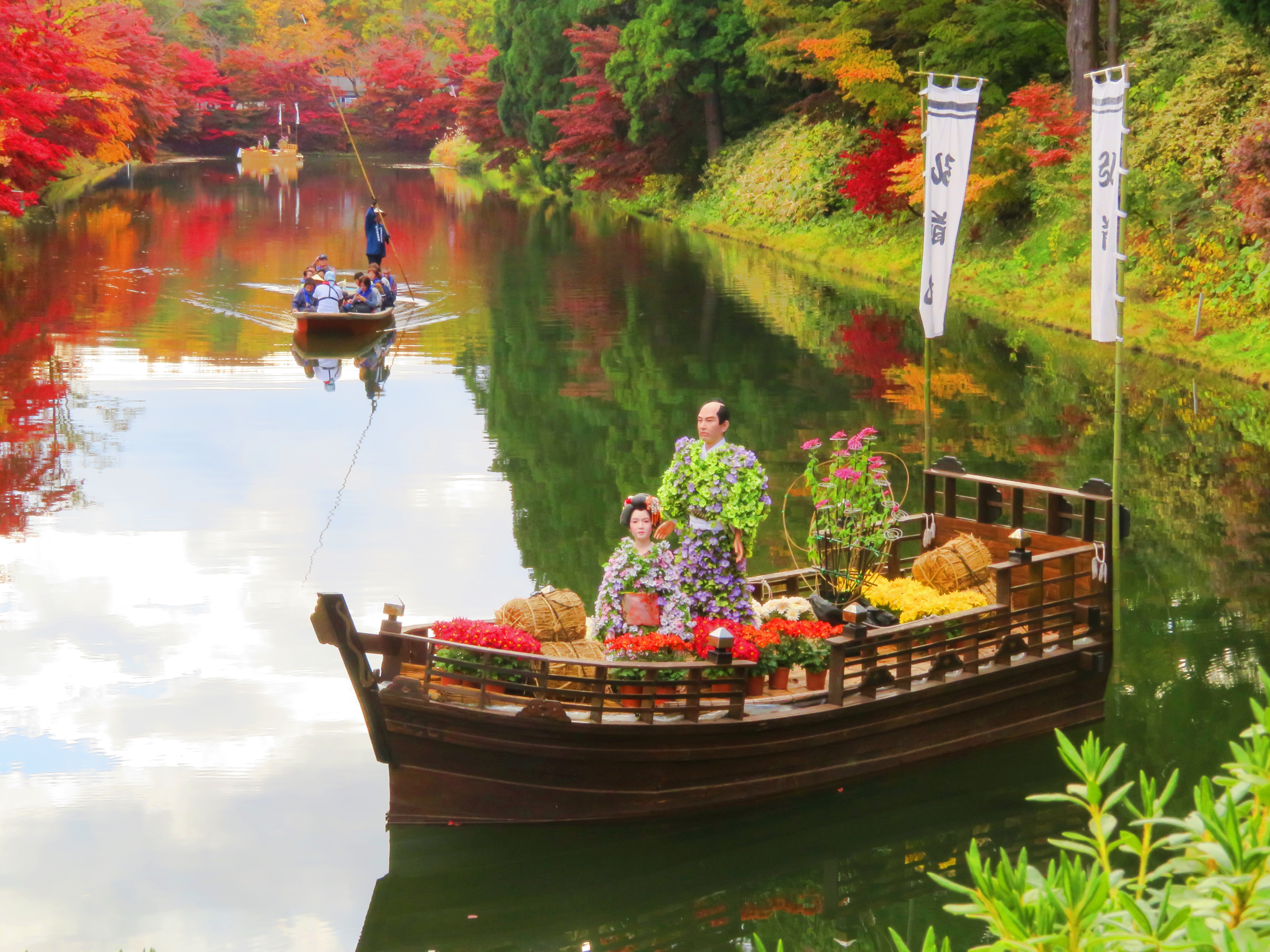
菊舟と観光船

## 概要
毎年10月中旬から11月上旬に開催。ねぷた絵と菊人形のコラボレーションや、菊の岩木山、菊の五重塔などが植物園内を彩る。ほかにも、菊で動物をかたどった「トピアリー」、市民菊花展、ステージイベント、ミニSL運行などが行われる。以前は、弘前城もみじと菊人形という名称であった。
紅葉特別ライトアップ：日没～21:00

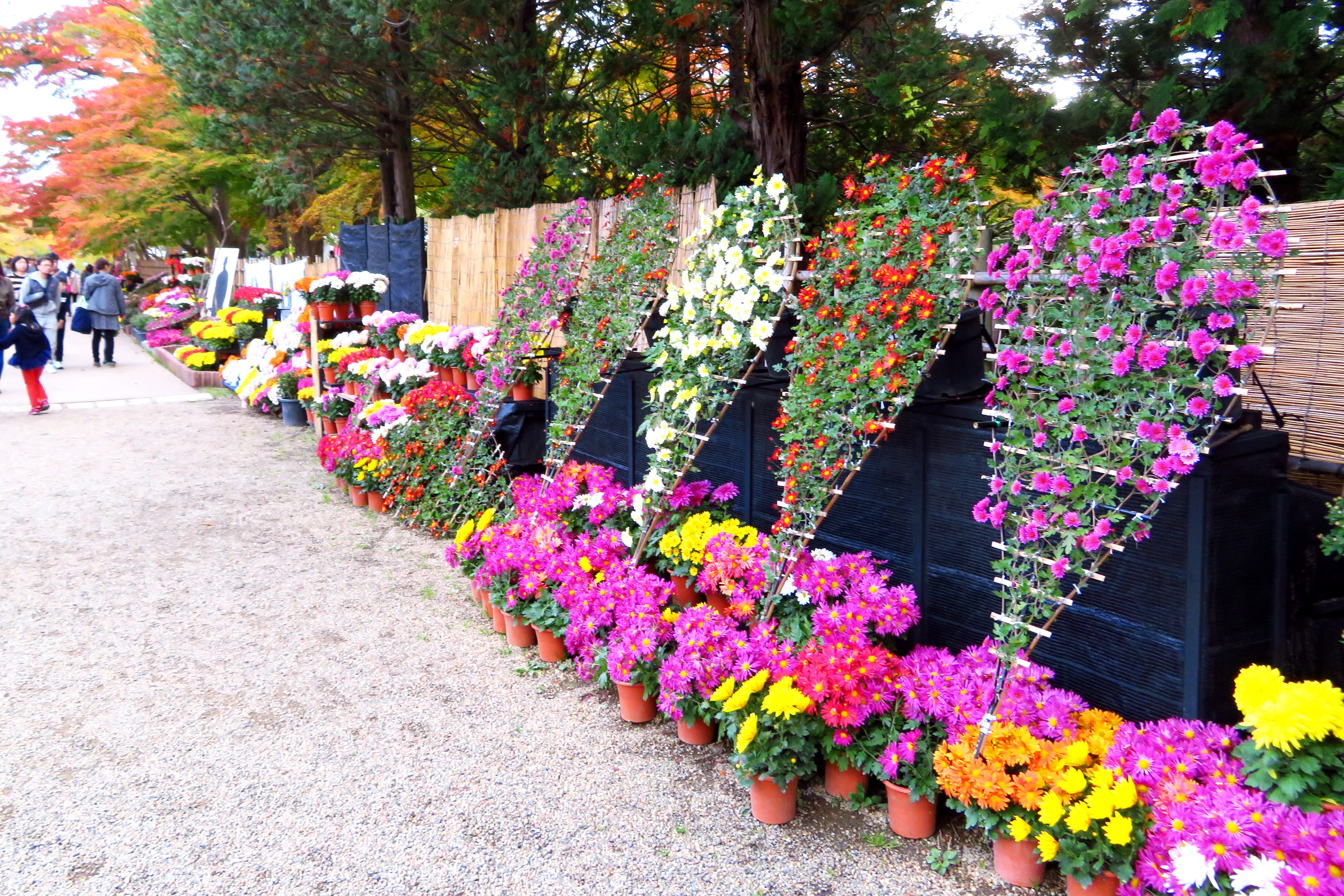
市民菊花展

## 歴史
- 1962年（昭和37年） - 菊を持ち寄って品評会などを行っていた観楓会が発展し「菊ともみじまつり」の名称で第1回が開催される。
- 1988年（昭和63年） - メイン会場（有料区画）を四の丸から弘前城植物園に変更。
- 2002年（平成14年） - 名称を「弘前城もみじと菊人形」から「弘前城菊と紅葉まつり」に変更。
- 2020年（令和2年） - 新型コロナウイルスの感染拡大の影響で開催中止。